# Sun Kwon

Sun-Hwa "Sun" Kwon (född Paik) är en rollfigur i TV-serien Lost. Hon spelas av Kim Yoon-jin.

## Biografi
Sun föddes i Seoul, Sydkorea till en mäktig familj. Hon läste konsthistoria på Seouls universitet. När hon kom hem från skolan utan en make ordnade hennes mamma en man, Jae Lee, till henne. Sun och Jae höll ihop ett tag innan Jae avslöjade att han tänkte gifta sig med en amerikansk kvinna. Sun blev upprörd och lämnade Jae och stötte då på Jin Kwon, sin framtida man. Ett tag efter bröllopet började Sun och Jin glida isär och Sun planerade att lämna sin man. Sun följde med Jin på en affärsresa i Sydney och Los Angeles men hade bestämt sig för att lämna Jin i Sydney och leva under falsk identitet. I sista sekunden ändrade hon sig och de steg på Oceanic flight 815.